# Студена (пункт контролю)
48°05′47″ пн. ш. 28°51′31″ сх. д. / 48.09639° пн. ш. 28.85861° сх. д.
Студе́на — пункт пропуску через державний кордон України на кордоні з Молдовою (з Придністровським регіоном).
Розташований у Вінницькій області, Тульчинському районі, поблизу однойменного села. З молдовського боку розташований пункт пропуску «Ротар» в однойменному селі, Кам'янський район, на автошляху місцевого значення в напрямку Кам'янки.
Вид пункту пропуску — автомобільний. Статус пункту пропуску — місцевий (час роботи з 7:00—20:00).
Розташований на ґрунтовій дорозі між селом Студена Вінницької області та Загнітків Одеської області, яка проходить поблизу лінії кордону. Пункт пропуску розташований на повороті праворуч неподалік від межі областей.
Судячи із відсутності даних про пункт пропуску «Студена» на сайті МОЗ, очевидно пункт може здійснювати тільки радіологічний, митний та прикордонний контроль.

## Галерея

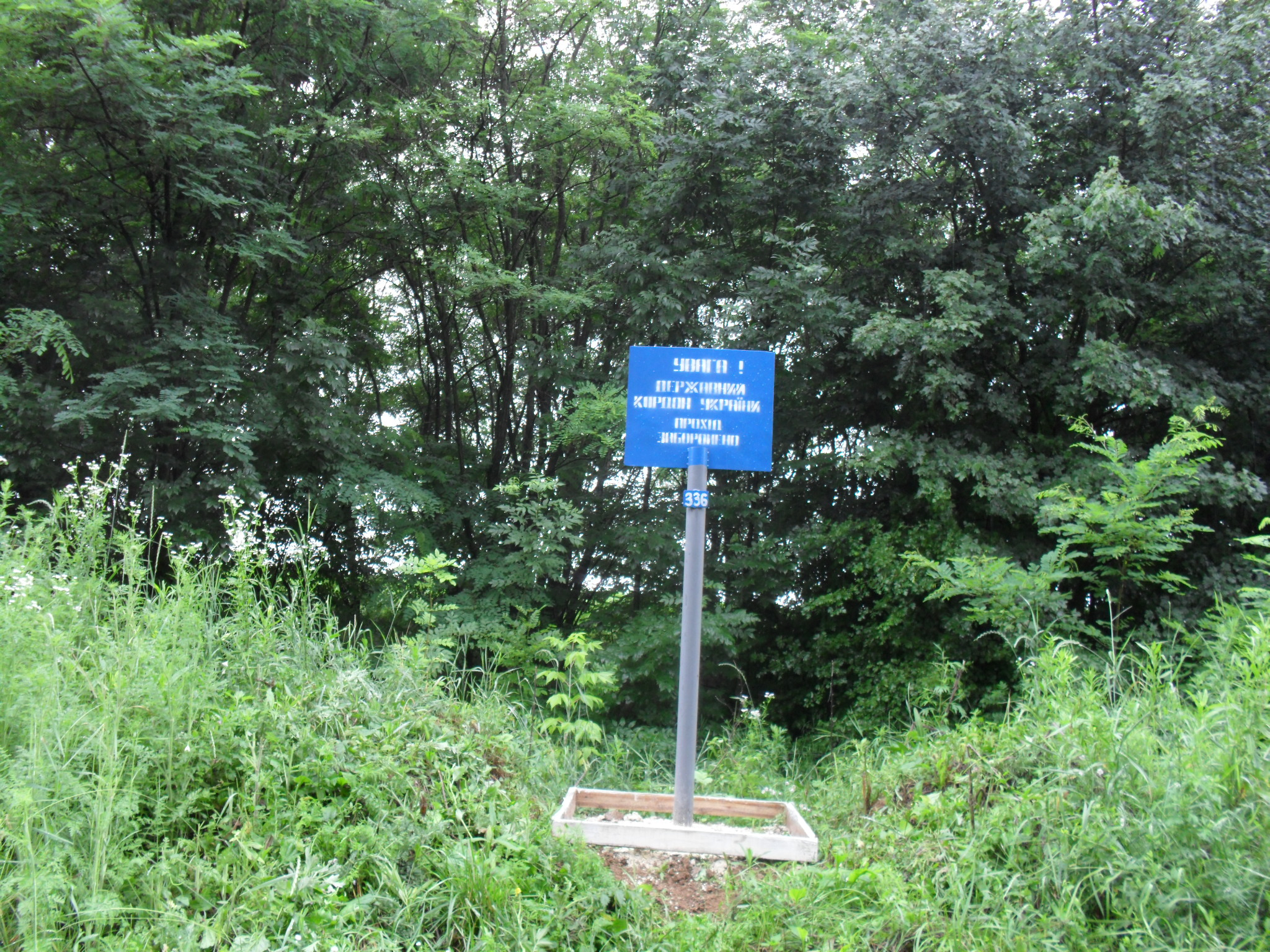
Демаркаційний знак праворуч від ґрунтової дороги Студена-Загнітків поблизу пункту контролю

.